# John Gossweiler

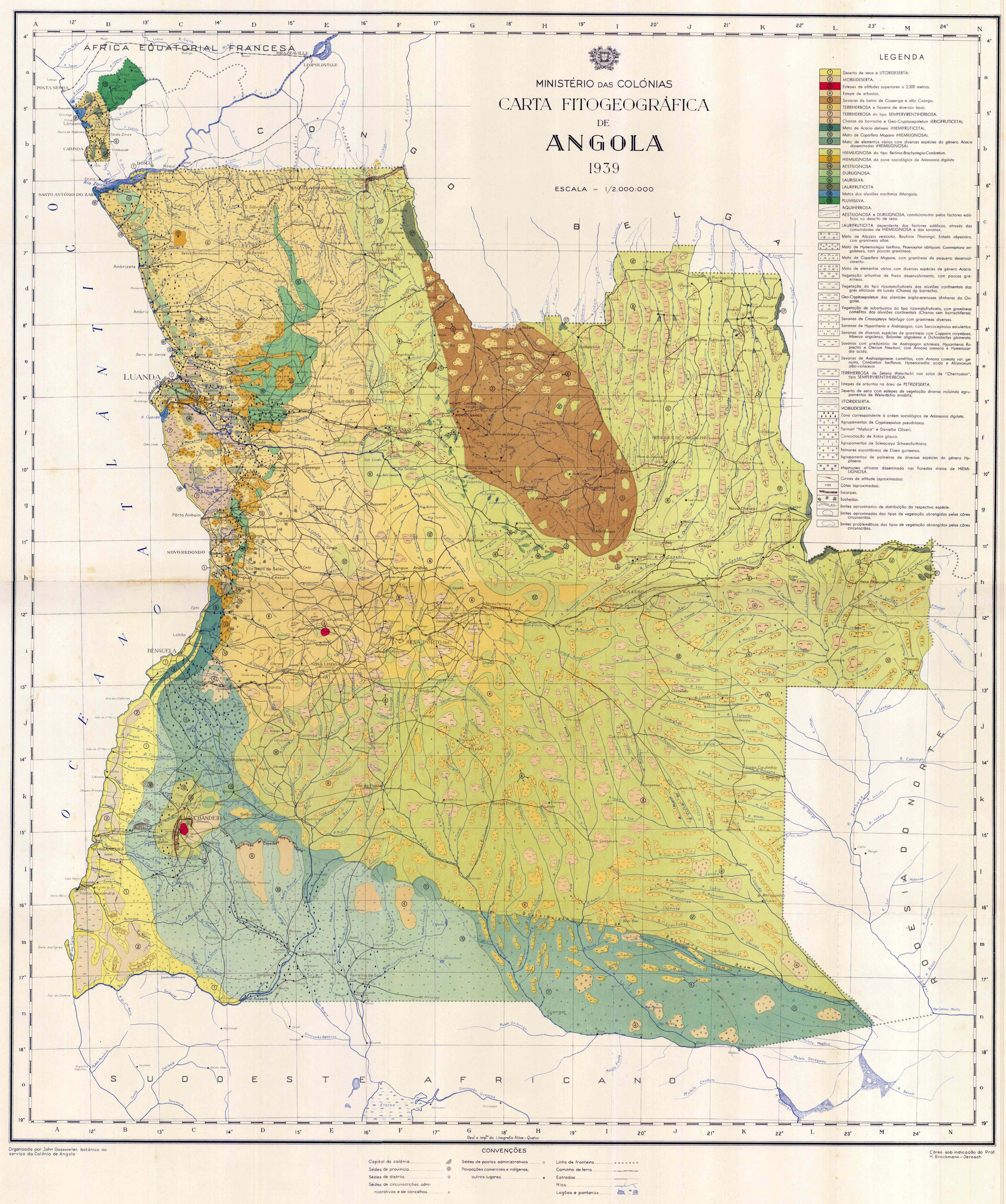
Carta fitogeográfica de Angola, de Gossweiler, 1939.

John Gossweiler (Regensdorf, 24 de diciembre de 1873 - Lisboa, 19 de febrero de 1952) aka John Gossweiler o João Gossweiler, fue un botánico, y taxónomo suizo. Fue botánico estatal para el Gobierno de Angola a partir de 1899 hasta su muerte. Hizo importantes colecciones en todos los distritos de Angola y creó la primera carta fitogeográfica de ese país. Sus colecciones de especímenes de plantas africanas fueron enviados regularmente a Lisboa (Jardim colonial y el Jardim Botânico da Universidade), el Museo de Historia Natural, el Kew Gardens,
y la Universidad de Coímbra.
Duplicados de especímenes se hallan en el Herbarium of the Instituto de Investigação Agronómica en Angola. Hoy, varios herbarios contienen especímenes que recolectó (ver #Collections in herbaria).

## Biografía
Estudió horticultura en Zúrich, Stuttgart y Dresde, después de pasar cuatro años en Londres en el Real Colegio de Ciencias en South Kensington, y desde 1897 hasta 1898 en el Royal Botanic Gardens, Kew. Se inspiró en William Turner Thiselton-Dyer, mientras que en Kew, y pasó a trabajar para el gobierno de Angola en el jardín botánico del país en Luanda, donde permaneció hasta su muerte en 1952.
Al llegar a Angola, Gossweiler encontró el Jardín botánico lejos de estar completo, y comenzó a recoger en la zona costera alrededor de Luanda y en la Meseta Malanje. En 1905 estudió las fuentes de plantas indígenas de caucho de las regiones Ganguela y Meseta de Bié y recogió muchas plantas nuevas a lo largo del río Okavango.

Phyllanthus cocumbiensis, Jean F. Brunel. Holotipo en el Herbarium Berolinense. Recolectó John Gossweiler, 6 de diciembre de 1946, Cocumbi, Luanda, Angola. Leg.: J. Gossweiler 13937 (BD)

El 'Jardín Colonial Cazengo', el jardín botánico de los cuales Gossweiler sería el director, estuvo finalmente listo en 1907. Situado en el sitio de una plantación abandonada, Gossweiler lo abasteció con especies autóctonas y plantas de Sri Lanka, Goa, Malasia y América tropical. Su colección de muestras prensadas creció constantemente. Entre 1915-1916 trabajó en Subliali, Pango Munga, la región de la selva tropical de Mayombe, y cerca del nacimiento del río Zanza, donde estuvo acompañado por su esposa Martha.
Después de la Primera Guerra Mundial Gossweiler trabajó para el "Fomento Geral de Angola de 1919 a 1926, mientras tanto hizo colecciones sustanciales a lo largo de la orilla sur del río Congo, en la región Dembos y en Quiçama. En 1927 Gossweiler se reincorporó al servicio del gobierno y trabajó en iniciar una Estación de algodón experimental en Catete, viajando a Amboim en 1932 para investigar las enfermedades de las plantas de café. Sus colecciones crecieron con plantas del bosque de niebla al sur de Cazengo. Luego pasó algún tiempo en Portugal en la Universidad de Coímbra y el Jardín colonial en Lisboa, trabajando en sus colecciones.
Gossweiler se embarcó en dos expediciones más recolectoras en Angola. Entre 1937-8 se unió a un par de los botánicos portugueses, Luis Carrisso y FA Mendonça de la Universidad de Coímbra, y Arthur Wallis Exell del Museo Británico, en una extensa expedición que cubre unos 13.000  km. En esta expedición Carrisso sufrió un ataque cardíaco fatal. A pesar de su muerte, los trabajos realizados en los resultados añadiendo considerablemente a la 'Conspectus Florae angolensis' de los cuales el primer volumen, que consta de 55 partes, se publicó entre 1937 y 1951.
La otra expedición fue en 1947 cuando se recolectó en los bosques de Dundo en el extremo noreste de Angola.
Las colecciones de Gossweiler ascendieron a unos 14.000 ejemplares, y se encuentran en algunos de los herbarios importante del mundo. "J. Gossweiler 14685 (BM)", un ejemplar de  Anticharis aschersoniana , puede ser la última que recogió (julio de 1950) que se conserva.

## Algunas publicaciones
- Gossweiler, John (1918). Contribuição para o estudo da flora do Maiombe português: apontamentos sôbre algumas madeiras comerciais (en portugués). Luanda: Imprensa nacional de Angola.
- John Gossweiler; Arthur Wallis Exell; Ronald Good; Spencer Le Marchant Moore, S. Greves, Edmund Gilbert Baker (1926). Mr. John Gossweiler's Plants from Angola and Portuguese Congo. Londres: R. Hardwicke.
- Alston, Arthur Hugh Garfit (1934). Mr. John Gossweiler's Plants from Angola and Portuguese Congo: Pteridophyta.
- Gossweiler, John; Mendonça, F.A. (1939). Carta fitogeográfica de Angola : Memória descritiva dos principais tipos de vegetação da colónia determinados pelos seus aspectos fisiográficos e caracteres ecológicos segundo a nomenclatura de Rübel (en portugués). Ed. do Government Geral de Angola.
- Gossweiler, John (1950). Flora exótica de Angola: nomes vulgares e origem das plantas cultivadas ou sub-espontâneas (en portugués). Luanda: Imprensa nacional.
- Gossweiler, John (1953). Nomes indígenas de plantas de Angola (en portugués). Luanda: Impr. Nacional.

Materiales de archivo están en manos de
- Universidad de Coímbra: algunas de sus cartas están disponibles en línea en la biblioteca digital de la Universidad de Coímbra[12]
- Archivos Federales de Suiza[4][13][14]
- Archivos del Museo de Historia Natural de Londres[15]

## Membresías
- 1950: elegido miembro extranjero de la Sociedad Linneana de Londres por sus contribuciones a la botánica sistemática.[16][17]

## Premios y reconocimientos
- 1936: gobierno portugués 'Comendador de la Ordem do Imperio Colonial'.
- 1960: el Gobierno portugués concedió a su viuda Marthe Gossweiler una pensión vitalicia en reconocimiento a su servicio al país y por la cesión de sus obras al país.[18]
- Una estatua de Gossweiler se localiza en el parque cerca del Museo regional de Dundo.[19] Two portraits of him were published in the 1950s.[20][21]

## Epónimos
Géneros
- (Asteraceae) Gossweilera S.Moore[22]
- (Poaceae) Gossweilerochloa Renvoize[23]
- (Fabaceae) Gossweilerodendron Harms[24]

### Otras lecturas
- Mendonça, F.A. (1952). «À memória de John Gossweiler 1873-1952: Homenagem da Sociedade Broteriana». Boletim da Sociedade Broteriana (en portugués) II: 26. Archivado desde el original el 22 de febrero de 2014.
- Fernandes, Abílio (1954). «John Gossweiler». Vegetatio 4 (5): 334-335. doi:10.1007/bf00301801. (enlace roto disponible en Internet Archive; véase el historial, la primera versión y la última).
- Exell, Arthur Wallis (1952). Letter and biographical note on John Gossweiler, 1873-1952.
- Martins, E.S. (1994). «John Gossweiler - Contribuição da sua obra para o conhecimento da flora angolana». Garcia de Orta, Série de Botânica (en portugués) 12 (1-2): 39-68. ISSN 0379-9506.